# Chotětov (nádraží)
Chotětov je železniční stanice ve východní části stejnojmenného městyse v okrese Mladá Boleslav ve Středočeském kraji poblíž řeky Jizery. Leží na neelektrizované trati Praha–Turnov. V minulosti byla ze stanice vyvedena již neexistující dráha do Skalska.

## Historie
Stanice byla vystavěna dle typizovaného předpisu společnosti Turnovsko-kralupsko-pražská dráha (TKPE) ze směru z Kralupy nad Vltavou do Turnova, pravidelný provoz zde byl zahájen 15. října 1865. TKPE dále 23. října 1871 otevřela železniční trať do Čakovic u Prahy, odkud mohly vlaky následujícího roku pokračovat až do Prahy. Roku 1883 byla TKPE sloučena s Českou severní drahou (BNB).
13. září 1881 byla zprovozněna nákladní vlečka do cukrovaru v Dolním Cetně. 4. prosince 1897 byl pak společností zprovozněn úsek z Dolního Cetna do Mšena. V této době zde vznikla též nová staniční budova. Z Dolního Cetna byla pak trať 26. listopadu 1905 prodloužena společností Místní dráha Sudoměř - Skalsko - Stará Paka do Mladé Boleslavi. Oba nádražní objekty byly v následných letech sjednoceny do podoby celistvé budovy.
Po zestátnění BNB v roce 1908 pak obsluhovala stanici jedna společnost, Císařsko-královské státní dráhy (kkStB), po roce 1918 pak správu přebraly Československé státní dráhy. Trať do Skalska byla pak ve dvou fázích, v letech 1970 a 1974, vyřazena z provozu.

## Popis
Nachází se zde tři jednostranná úrovňová nástupiště, příchod k vlakům probíhá přes kolejové přechody. První nástupiště je kryto přístřeškem.